# ساساکی تاکاتسونا
ساساکی تاکاتسونا (انگلیسی: Sasaki Takatsuna; ۱ ژانویهٔ ۱۱۶۰ – ۸ دسامبر ۱۲۱۴) سامورایی، و بوشی اهل ژاپن بود. یک فرمانده سامورایی ژاپنی در جنگ گنپی، درگیری بزرگ بین خاندان میناموتو و خاندان تایرا بود.